# Гері Вілкінсон
Ге́рі Ві́лкінсон (англ. Gary Wilkinson; нар. 7 квітня 1966) — англійський колишній професіональний гравець у снукер.

## Кар'єра
Гері став професіоналом у 1987 році і за чотири роки досяг 5-го місця в світовому рейтингу. Як не дивно, він жодного разу не перемагав на рейтингових турнірах, але зміг піднятися на такі високі позиції, завдяки, зокрема, фіналам British Open 1991 та Scottish Masters 1992 років. Тоді ж, у 1992-му він виграв перший і єдиний в кар'єрі професійний турнір — World Matchplay. Найкращими результатами Вілкінсона на чемпіонатах світу були чвертьфінали 1991 і 1995 років.
Після 1992 року його кар'єра пішла на спад — з тих пір він жодного разу не виходив навіть у півфінали рейтингових турнірів. У 2008 році Вілкінсон став виступати в PIOS, а також став допомагати організовувати турніри під егідою WPBSA.
Гері вісім разів виходив в основну сітку чемпіонату світу через кваліфікацію — це другий показник після Джона Перрота.

## Досягнення в кар'єрі
- World Matchplay чемпіон — 1992
- Scottish Masters фіналіст — 1992
- British Open фіналіст — 1991
- Чемпіонат світу чвертьфінал — 1991, 1995